# Jean Darling
Jean Darling, nata Dorothy Jean LeVake, (Santa Monica, 23 agosto 1922 – Rödermark, 4 settembre 2015), è stata un'attrice, cantante e scrittrice statunitense, nota per aver recitato come attrice bambina nella serie Simpatiche canaglie (Our Gang) dal 1927 al 1929, quindi come interprete dei musical a Broadway e infine come scrittrice di gialli e di libri per bambini.

## Carriera
Nel 1926, all'età di 4 anni, Dorothy Jean LeVake ebbe l'occasione della sua vita partecipando ad un provino per la celebre serie Our Gang di Hal Roach. Dopo che il suo nome fu cambiato in Jean Darling, apparve in 35 episodi della serie e fu l'unica attrice, fra quelle apparse negli episodi degli anni venti, sopravvissuta alla fine del cinema muto.
Dopo aver lasciato la serie, la Darling continuò infatti ad apparire in varie pellicole, fra le quali Nel paese delle meraviglie, l'adattamento che Laurel & Hardy fecero dello spettacolo musicale Babes in Toyland, e Jane Eyre - L'angelo dell'amore, in cui interpretò la giovane Jane; entrambi i film risalgono al 1934.
Seguirono una serie di spettacoli e show radiofonici. La Darling iniziò a studiare canto e nel 1940 ottenne una borsa di studio per la New York Municipal Opera Association. Rifiutò un'offerta di partecipare accanto a Mickey Rooney a uno dei film della serie su Andy Hardy, prodotti dalla MGM.
Scelse invece la strada di Broadway, debuttando nel musical Count Me In nel 1942. La carriera sul palcoscenico della Darling ebbe una svolta con l'interpretazione di Carrie Pipperidge nella produzione originale di Carousel nel 1945, dove apparve in 850 performance consecutive, stabilendo un record di presenze, e registrando anche un disco come cantante.
Il ruolo di Carrie le consentì di ottenere parti in radio ed in TV negli anni cinquanta, fino alla conduzione di un suo personale show televisivo sulla NBC a New York, A Date with Jean Darling. Fu poi conduttrice di un altro show giornaliero, The Singing Knit-Witch, trasmesso dalla KHJ-TV di Hollywood.
Dopo il matrimonio con l'attore Reuben Bowen, si trasferì dal 1974 a Dublino, dove divenne molto conosciuta dal pubblico irlandese grazie al successo dei suoi 50 racconti del mistero pubblicati sull’Alfred Hitchcock Mistery Magazine con lo pseudonimo di Aunt Poppy.
Nel 2008 tornò ad esibirsi come cantante sul palcoscenico del Teatro Verdi di Pordenone, ospite d'onore della XXVII edizione delle Giornate del Cinema Muto, e in seguito è tornata a Pordenone anche nel 2013.
Muore all'età di 93 anni a Rödermark, in Germania, il 4 settembre 2015, a causa di un'infezione polmonare. La notizia è stata confermata dal suo amico René Riva, attore e cantante olandese, che l'aveva diretta nel 2013 nel cortometraggio muto The Butler's Tale.

## Riconoscimenti
- Young Hollywood Hall of Fame (1920's)

## Filmografia

### Episodi diOur Gang
- Saturday's Lesson (1929)
- Bouncing Babies (1929)
- Cat, Dog & Co. (1929)
- Boxing Gloves (1929)
- Lazy Days (1929)
- Railroadin' (1929)
- Little Mother (1929)
- Small Talk (1929)
- Fast Freight (1929)
- Wiggle Your Ears (1929)
- The Holy Terror (1929)
- Noisy Noises (1929)
- The Spanking Age (1928)
- Old Gray Hoss (1928)
- Growing Pains (1928)
- School Begins (1928)
- Crazy House (1928)
- Fair and Muddy (1928)
- Barnum & Ringling, Inc. (1928)
- The Smile Wins (1928)
- Rainy Days (1928)
- Spook Spoofing (1928)
- Playin' Hookey, regia di Robert A. McGowan (1928)
- Dog heaven (1927) (uncredited)
- Heebee Jeebees (1927)
- Chicken Feed (1927)
- The Old Wallop (1927)
- Yale vs. Harvard (1927)
- Olympic Games (1927)
- Baby Brother (1927)
- Tired Business Men (1927)
- Ten Years Old (1927)
- Seeing the World (1927)
- Bring Home the Turkey (1927)

### Film successivi
- Only Yesterday (1933) (uncredited)
- Nel Paese delle Meraviglie (Babes in Toyland aka March of the Wooden Soldiers, 1934) (uncredited)
- Jane Eyre - L'angelo dell'amore (Jane Eyre, 1934)